# Abrodictyum rigidum
Abrodictyum rigidum är en hinnbräkenväxtart som först beskrevs av Olof Peter Swartz, och fick sitt nu gällande namn av Ebihara och Dubuisson. Abrodictyum rigidum ingår i släktet Abrodictyum och familjen Hymenophyllaceae. Inga underarter finns listade.

## Bildgalleri

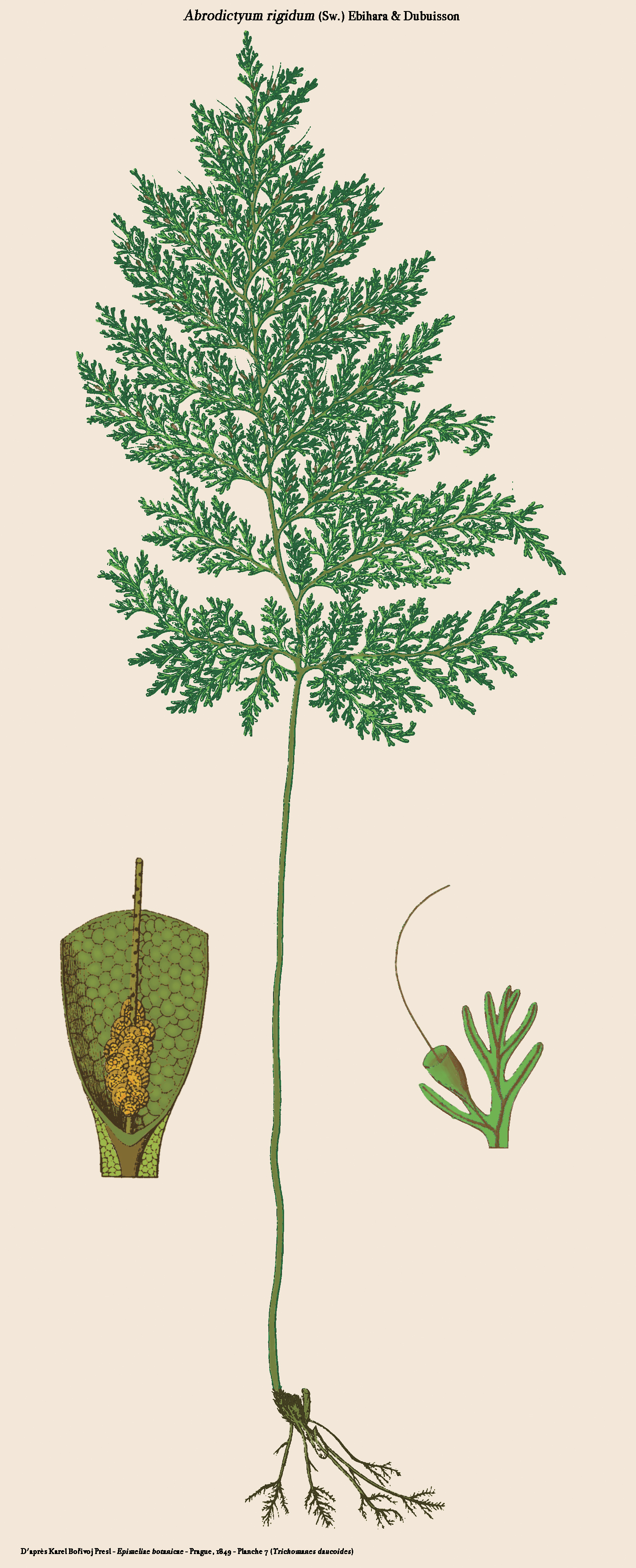
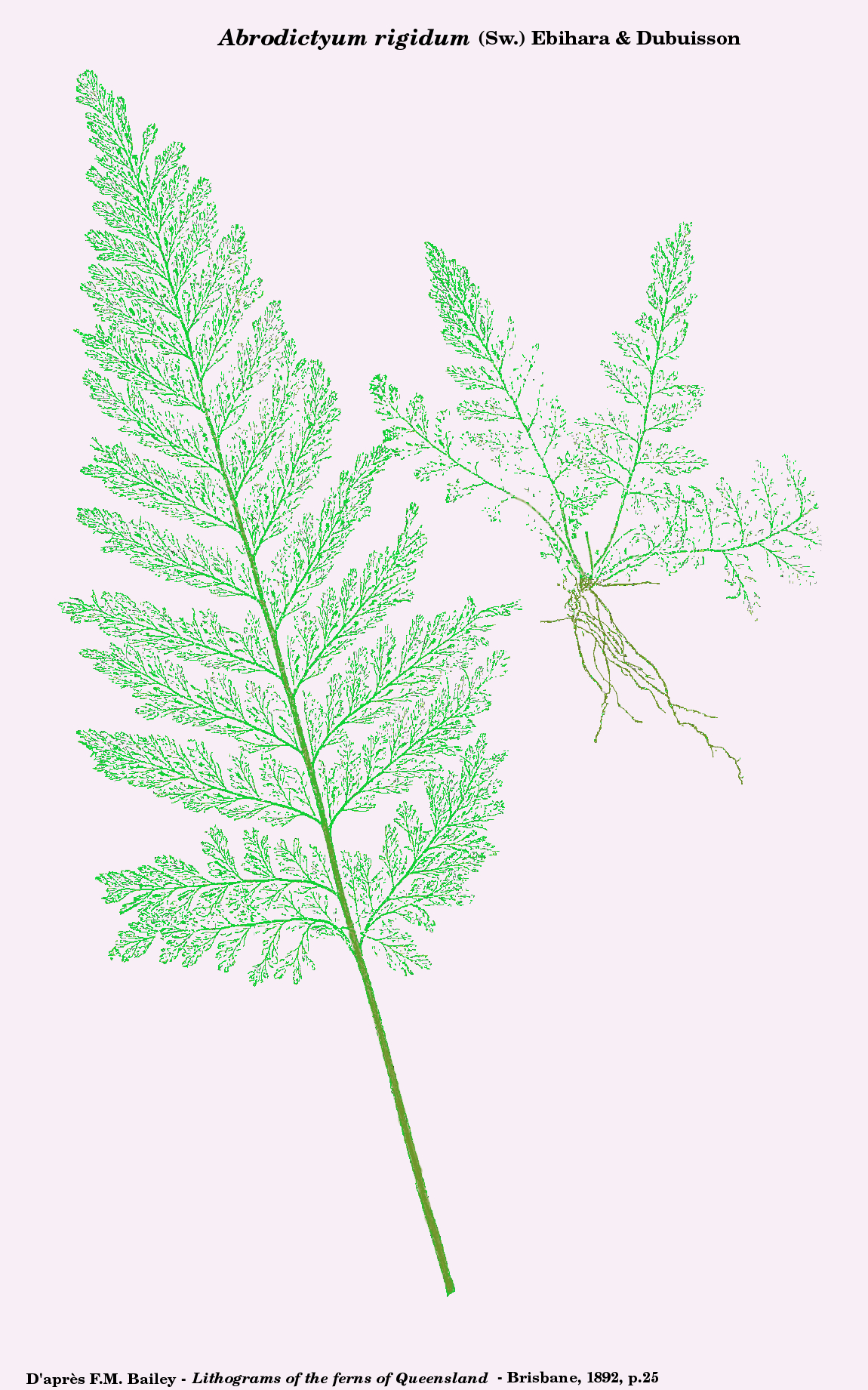